# Alfonso Vélez Pliego
Alfonso Vélez Pliego (Puebla, Puebla, 18 de diciembre de 1946 - 26 de julio de 2006) fue un abogado, investigador y funcionario público mexicano. Fue rector de la Benemérita Universidad Autónoma de Puebla de 1981 a 1987, periodo en el cual fortaleció las áreas de investigación de dicha institución, favoreció la compra de inmuebles históricos para su rescate arquitectónico y convertirlos en recintos educativos y gestionó que esa universidad llevara el apelativo "benemérita". Como activista político fue fundador de diversas organizaciones y partidos políticos de izquierda en su estado natal como el Partido Comunista Mexicano (PCM).

## Historia
Fue un activista político desde los años sesenta, participando activamente en el Movimiento por la reforma universitaria de la BUAP de 1961. Formó parte del grupo progresista de Los Carolinos, que enfrentó a sectores radicales de derecha afianzados en distintos sectores de la sociedad poblana, incluido el educativo.
Durante el movimiento estudiantil de 1968, el 5 de septiembre se constituyó el Consejo Nacional de Huelga sección Puebla, siendo nombrado delegado, junto con Luis Ortega Morales y Federico López Huerta.
Como parte de la Guerra sucia en México, desplegada por el Gobierno de México en los años setenta, una de las organizaciones atacadas fue el PCM, organización que bajo el liderazgo de Vélez Pliego en Puebla y Tlaxcala resistió diversas acciones represivas en su contra. Vélez fue el primer funcionario de la BUAP abiertamente comunista que logró ser primero secretario general en 1972 y finalmente 1981 llegar a su rectoría por dos periodos: 1981 a 1984 y 1984 a 1987.
Por su interés en el patrimonio monumental poblano fue representante en Puebla del Consejo Internacional de Monumentos y Sitios (Icomos).
Falleció en la ciudad de Puebla, Puebla, el 26 de julio de 2006, a la edad de 59 años.

## Premios y reconocimientos
- El Instituto de Ciencias Sociales y Humanidades "Alfonso Vélez Pliego" de la BUAP[5]